# Митаївська сільська рада
| Митаївська сільська рада — колишній орган місцевого самоврядування у Богуславському районі Київської області з адміністративним центром у с. Митаївка. Водоймища на території, підпорядкованій даній раді: р. Боярка. Сільській раді підпорядковані населені пункти: - с. Митаївка |

## Склад ради
Рада складається з 12 депутатів та голови.

### Керівний склад ради
| ПІБ                       | Основні відомості                                                                       | Дата обрання | Дата звільнення |
| ------------------------- | --------------------------------------------------------------------------------------- | ------------ | --------------- |
| Підкуйко Олег Миколайович | Сільський голова, 1971 року народження, освіта, член Соціалістичної партії України      | 26.03.2006   | 31.10.2010      |
| Підкуйко Олег Миколайович | Сільський голова, 1971 року народження, освіта середня спеціальна, член Партії регіонів | 31.10.2010   |                 |

Примітка: таблиця складена за даними джерела